# خوسيه لويس كروز كروز
خوسيه لويس كروز كروز (بالإنجليزية: José Luis Cruz Cruz)‏ هو سياسي أمريكي، ولد في 3 سبتمبر 1959 في الولايات المتحدة. حزبياً، نشط في Popular Democratic Party (Puerto Rico) ‏.